# セント・フィリップ教区 (アンティグア・バーブーダ)
セント・フィリップ教区（セント・フィリップきょうく、英語: Saint Philip Parish）は、アンティグア・バーブーダの行政教区。アンティグア島の東部に位置している。行政中心地はセント・ジョージ教区のカーライルとされるが、教区内の都市であるフリータウンとする場合がある。面積は44平方キロメートル、人口は3,689人（2018年推定）で、教区では最も少ない。
アンティグア島（本土）のほかにグリーン島といった沿岸の島も管轄する。また国の最東端は同教区内にある。

## 主要都市
- フリータウン（英語版）（Freetown）
- Ffryes
- シートンズ（英語版）（Seatons）
- ウィリキーズ（Willikies）

## 出身人物
- ルイーズ・レイク＝タック - 第3代アンティグア・バーブーダ総督